# Фашко, Шимон
Ши́мон Фа́шко (словац. Šimon Faško; род. 9 апреля 2006) — словацкий футболист, полузащитник клуба «Железиарне».

## Клубная карьера
Фашко — воспитанник клубов «Партизан Черный Балог» и «Железиарне». 11 февраля 2023 года в матче против «ВиОна» он дебютировал в чемпионата Словакии в составе последних. 13 марта 2024 года в поединке Кубка Словакии против братиславского «Слована» Симон забил свой первый гол за «Железниаре».